# 弗吕
弗吕（法語：Fluy，法語發音：[flɥi]）是法国索姆省的一个市镇，属于亚眠区。

## 地理
弗吕（49°51'30"N, 2°5'50"E）面积6.38 平方千米，位于法国上法蘭西大區索姆省，该省份为法国北部沿海省份，北起加来海峡省和北部省，西接滨海塞纳省和大西洋英吉利海峡，南至瓦兹省，东临埃纳省。
与弗吕接壤的市镇（或旧市镇、城区）包括：布干维尔、布里克梅尼勒-弗洛克西库尔、弗雷努瓦欧瓦勒、皮西、勒韦勒、瑟村。
弗吕的时区为UTC+01:00、UTC+02:00（夏令时）。

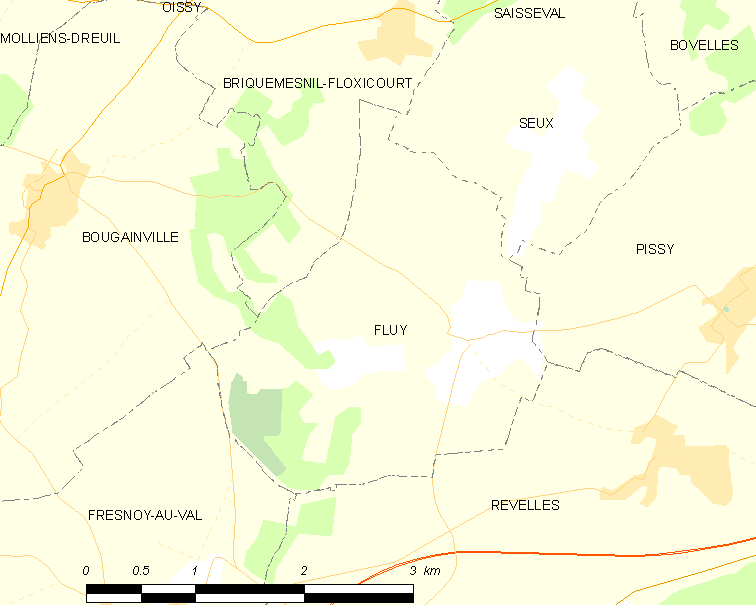
弗吕的OSM定位图

## 行政
弗吕的邮政编码为80540，INSEE市镇编码为80319。

## 政治
弗吕所属的省级选区为索姆河畔阿伊县。

## 人口

1962-2008年间弗吕人口变化图示

弗吕于2022年1月1日时的人口数量为320人。